# Никола Поплашен
Никола Поплашен (Станишић код Сомбора, 15. децембар 1951) српски је политиколог, некадашњи професор универзитета и политичар. Поплашен је био трећи предсједник Републике Српске од 4. новембра 1998. до 2. септембра 1999. године. Био је и први предсједник Српске радикалне странке Републике Српске.

## Биографија
Никола Поплашен је рођен 1951. године у Станишићу. Дипломирао је, затим магистрирао и докторирао на Факултету политичких наука у Сарајеву темом: „Политички пројектовани човјек”. Годинама је био професор политичке теорије на Факултету политичких наука Универзитета у Сарајеву. Повремено је објављивао политичке чланке у сарајевској штампи. Истакао се у подршци тадашњем ректору сарајевског универзитета др Ненаду Кецмановићу у време „афере Кецмановић”. У предратном Сарајеву истакао се у интелектуалној и организационој подршци Српској демократској странци БиХ. Почетком рата 1992. напустио је Сарајево и прикључио се вођству националног покрета на Палама. Био је оснивач лидер Српске радикалне стране у РС, потпредседник Народне Скупштине РС.
За предсједника Републике Српске је изабран 12. и 13. септембра 1998, а на дужност је ступио 4. новембра 1998. Председнички мандат Николе Поплашена прекинут је 6. марта 1999. самовољном одлуком Високог представника у БиХ Карлоса Вестендорпа, упркос вољи народа на међународно признатим непосредним изборима, одлука о смјени је спроведена 2. септембар 1999. Прекид његовог председничког мандата био је формално образложен његовим одбијањем да дозволи именовање и повери мандат кандидату за премијера са већином посланика у тадашњој скупштини Милорада Додика на мјесто председника Владе Републике Српске.
Поплашен живи и ради у Бањалуци где је наставио универзитетску каријеру као професор на Факултету политичких наука у Бањалуци. Никола Поплашен је члан Сената Републике Српске. Аутор је више запажених дела из политикологије и политичке публицистике.
2018. године на предсједничким изборима је требао да буде кандидат за предсједника Републике Српске испред Српске напредне странке.

## Одликовања
- Орден Републике Српске на ленти (2012)[4]